# Seldon Truss
Pour les articles homonymes, voir Truss.
Leslie Seldon-Truss, né le 21 août 1892 à Wallington, en banlieue sud de Londres, et décédé le 5 février 1990 à Hastings dans le Sussex de l’Est, est un auteur britannique de roman policier.  Il a également employé le pseudonyme  George Selmark.

## Biographie
Après ses études, il est embauché en 1914 au service des scénarios de la Gaumont British Picture Corporation. Il passe ensuite derrière la caméra pour réaliser quelques courts métrages sur ses propres scripts.  Il s’engage au même moment dans les Scots Guards et participe à la Première Guerre mondiale où il se distingue en étant élevé au grade de lieutenant.  Démobilisé, il devient fermier de 1919 à 1926, année où il décide de se consacrer uniquement à l’écriture.
En 1928, il signe Seldon Truss un premier roman policier, Gallows Bait, où apparaît l’inspecteur Shane qui revient dans quelques titres, mais sa carrière prend vraiment son envol à la publication, dans la seconde moitié des années 1930, des premières enquêtes de l’inspecteur-chef Gidleigh, héros qui revient dans une vingtaine de  romans, dont The Long Night (1956), adapté au cinéma en 1958 sous le titre The Long Knife (en) par Montgomery Tully.

## Œuvre

### Romans

#### SérieInspecteur-chef Gidleigh
- Draw the Blinds ou The Crooks’ Shepherd (É.-U.) (1936)
- Footsteps Behind Them (1937) Publié en français sous le titre Des pas derrière eux, Paris, Librairie des Champs-Élysées, Le Masque no 280, 1939
- The Man Who Played Patience (1937)
- The Disappearance of Julie Hintz (1940)
- Where’s Mr. Chumley ? (1948)
- Ladies Always Talk ou Why Slug a Postman? (É.-U.) (1950)
- Never Fight a Lady (1950)
- Sweeter for His Going (1950)
- Death of No Lady (1952)
- Always Ask a Policeman (1953)
- Put Out the Light ou The Doctor Was a Dame (É.-U.) (1953) Publié en français sous le titre Éteignez les lumières, Paris, Librairie des Champs-Élysées, Le Masque no 596, 1957
- The High Wall ou The Other Side of the Wall (É.-U.) (1954)
- The Barberton Intrigue ou A Store of Wrath (É.-U.) (1956)
- The Long Night ou False Face (É.-U.) (1956)
- The Truth About Claire Veyran (1957)
- In Secret Places (1958)
- The Hidden Man ou A Man to Match the Hour (1959)
- One Man’s Death ou One Man’s Enemies (1960)
- Seven Years Dead (1961) Publié en français sous le titre Suivez le guide, Paris, Librairie des Champs-Élysées, Le Masque no 784, 1963
- A Time to Hate (1962)
- Technique for Treachery (1963)
- Walk a Crooked Mile (1964)
- The Town That Went Sick (1965)

#### SérieInspecteur Shane
- Gallows Bait ou The Living Alibi (1928)
- Turmoil at Brede (1931)
- The Coroner Presides ou Mr. Coroner Presides (1932) Publié en français sous le titre La Marque infamante, Paris, Librairie des Champs-Élysées, Le Masque no 165, 1934

#### Autres romans
- The Stolen Millionaire (1929)
- The Man Without Pity ou Number Nought (1930)
- The Hunterstone Outrage (1931)
- They Came by Night (1933) Publié en français sous le titre Les Démons de la nuit, Paris, Éditions de France, coll. À ne pas lire la nuit no 56, 1935
- The Daughters of Belial (1934)
- Escort to Danger (1935) Publié en français sous le titre Ci-gît, Paris, Librairie des Champs-Élysées, Le Masque no 243, 1938
- Murder Paves the Way (1936)
- Rooksmiths ou Deadline for a Diplomat (1936)
- She Could Take Care (1937)
- Foreign Bodies (1938)
- Eyes at the Window (1966), réédité aux États-Unis sous la signature George Selmark
- The Bride that Got Away (1967), réédité aux États-Unis sous la signature George Selmark
- The Hands of the Shadow (1968)
- Corpse That Got Away (1969)

#### Autre roman signé George Selmark
- Murder in Silence (1939) Publié en français sous le titre Meurtre dans la nuit, Paris, Éditions Lamboz, 1939

### Nouvelles
- The Rebirth of James (1933)
- Hugo and the Unatural Mother (1981)

## Adaptation
- 1958 : The Long Knife (en), film de Montgomery Tully, d’après le roman The Long Night (1955), avec Joan Rice, Sheldon Lawrence et Victor Brooks (en) dans le rôle de Gidleigh, rebaptisé Superintendant Leigh.

## Sources
- Jacques Baudou et Jean-Jacques Schleret, Le Vrai Visage du Masque, vol. 1, Paris, Futuropolis, 1984, 476 p. (OCLC 311506692), p. 435.